# Anel vaginal

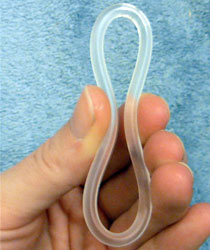
NuvaRing é o mais usado, mas existem outras marcas à venda

O anel vaginal é um método contraceptivo que tem a forma de um anel de silicone, flexível e transparente, com cerca de 4 mm de espessura e 5,5 cm de diâmetro, que impede a ovulação e a concepção através da liberação de hormônios.  O anel anticoncepcional deve ser inserido uma vez por mês e tem uma eficácia alta, de cerca de 99,7%, quando usado corretamente, sem atrasos nem falhas.
O anel vaginal adapta-se aos contornos da região íntima feminina, posicionando-se de forma fácil numa porção menos sensível da região, conferindo total conforto para a mulher, inclusive durante o contato íntimo.
Anel impede a ovulação e quando ele não consegue impedir-la e ocorre a fecundação, forma-se o zigoto, anel impede a sua nidação através de alterações causadas à espessura do endométrio.

## Como usar o anel vaginal contraceptivo?
Após retirar o anel da embalagem, a mulher deve apertar o anel entre o seu dedo indicador e seu dedo polegar e colocá-lo em sua vagina. Na hora de tirar o anel, basta colocar o dedo no aro ou segurar entre os dedos e puxá-lo suavemente.
O anel deve permanecer na vagina pelo período de 3 semanas e depois ser retirado por uma semana, pois é uma pausa para que a menstruação desça. Depois dos sete dias de pausa, a mulher deve colocar um novo anel e iniciar o ciclo novamente.

## Prevenção de doenças
Um estudo demonstrou que anel vaginal infundido com uma droga antiviral parece oferecer proteção contra a infecção pelo HIV. As mulheres que usaram o anel tiveram um risco de 27 por cento menor de infecção por HIV do que as mulheres que receberam um placebo.